# دریاچه ریتزا
دریاچه ریتزا (به لاتین: Lake Ritsa) یک دریاچه در گرجستان است که در Autonomous Republic of Abkhazia واقع شده‌است.
ریتسا یا ریتزا یک دریاچه در کوه های قفقاز است و در شمال غریبی گرجستان واقع شده است  یک اقامتگاه تفریحی نیز در قسمت شمالی دریاچه واقع شده است.
این دریاچه در زمان شوروی یک جاذبه ی گردشگری پرطرفدار بوده است و همچنان نیز از جاذبه های پر طرفدار در میان گردشگران روسی به شمار می آید.

## جغرافیا
دریاچه ریتزا یکی از عمیق ترین دریاچه های آبخازیا (Abkhazia) است که 116 متر عمق داشته و سرشار از ماهی قزل آلا است. دریاچه توسط 6 رود تغذیه می شود و توسط یک رود با نام ایوپاشارا تخلیه می شود. 

## ساکنان مهم این ناحیه
یکی از مهم ترین افرادی که در این ناحیه سکونت داشت رهبر اتحاد جماهیر شوروی جوزف استالین بود که خانه تابستانی خود را در این ناحیه بنا کرده بود. بعد از آن Leonid Brezhnev خانه تابستانی خود را در این ناحیه بنا کرد و امروزه این نواحی متعلق به دولت است.

## اقلیم و آب و هوای این ناحیه چگونه است
متوسط دمای سالانه این ناحیه 7.8 درجه سانتی گراد است و میانگین بارش سالانه بین 2000 تا 2200 میلی متر و گاهی اوقات در زمستان های این ناحیه شاهد بارش برف خواهید بود.

## نگارخانه

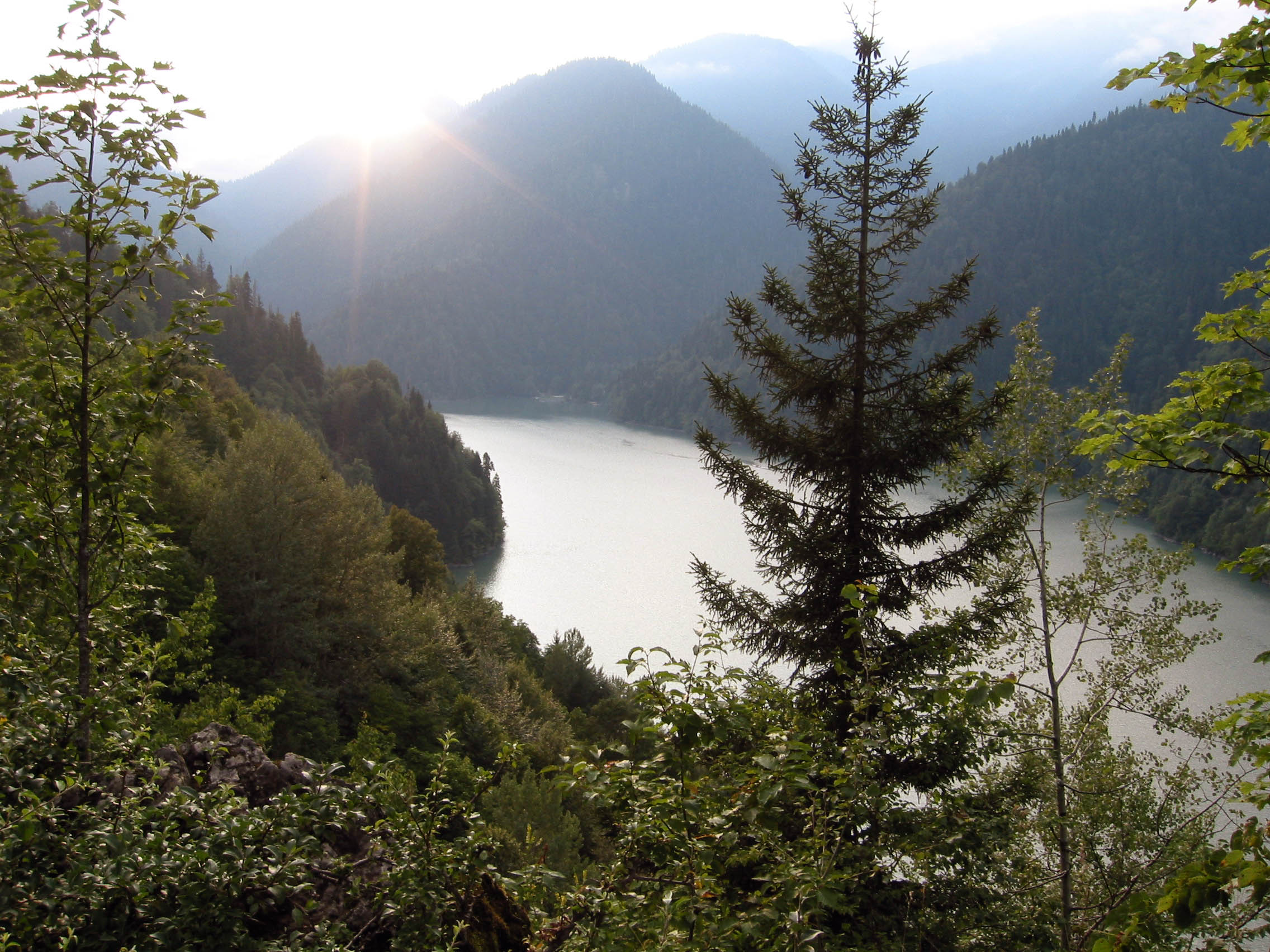
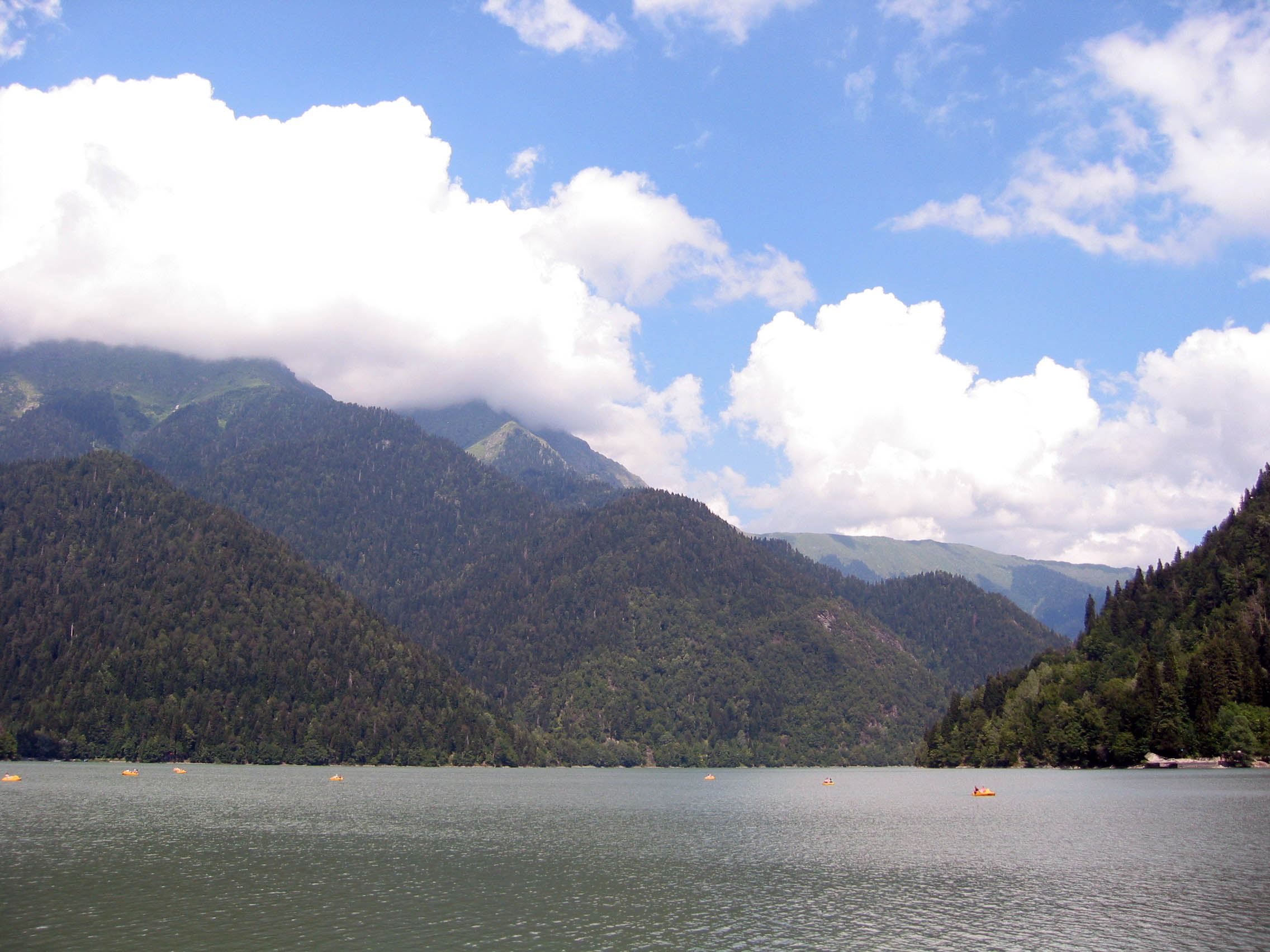
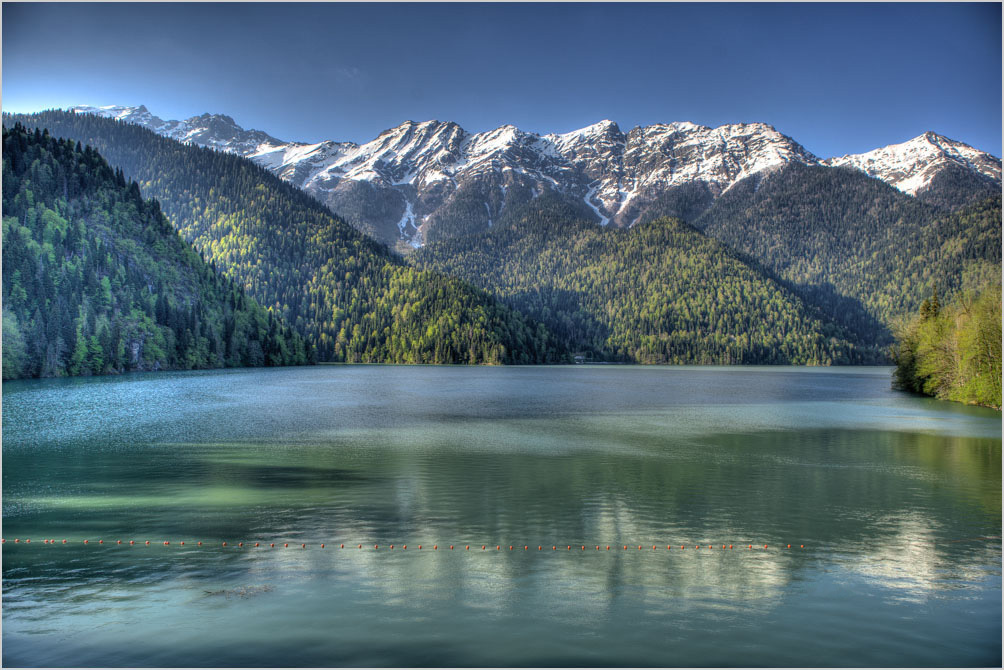